# ويليام تايلور ثورنتون
ويليام تايلور ثورنتون (بالإنجليزية: William Taylor Thornton)‏ هو سياسي أمريكي، ولد في 9 فبراير 1843، وتوفي في 16 مارس 1916 في الولايات المتحدة. انتخب Governor of the Territory of New Mexico ‏ (1893 – 1897) وانتخب عضو مجلس نواب ولاية ميسوري.